# Roland Wester
Roland Wester (* 24. Juni 1971 in Sinsheim) ist Physiker und Professor am Institut für Ionenphysik und Angewandte Physik der Universität Innsbruck.

## Laufbahn
1999 legte Wester an der Universität Heidelberg seine Dissertation unter dem Titel Räumliche Struktur gespeicherter Molekülionen durch Coulomb-Explosion vor.
Von 2000 bis 2002 war er Post-Doc an der University of California, Berkeley und danach wissenschaftlicher Mitarbeiter und Projektleiter am Physikalischen Institut der Universität Freiburg, wo er 2007 habilitierte. Von 2008 bis 2010 übernahm er dort eine Professurvertretung. 2010 wurde er an die Universität Innsbruck berufen und ist dort seither als Universitätsprofessor tätig. Von 2012 war er Direktor des Instituts für Ionenphysik und Angewandte Physik und seit 2015 ist er Sprecher des FWF-Programms Atoms, Light, and Molecules.
Von 2013 bis 2021 war er Mitglied der Jungen Akademie der Österreichischen Akademie der Wissenschaften.

## Gustav-Hertz-Preis
2009 erhielt Wester den „Gustav-Hertz-Preis“ für seine Arbeiten über den Ablauf chemischer Reaktionen in der Gasphase, die in ähnlicher Form bei der Synthese komplexer Moleküle und im Stoffwechsel lebender Zellen eine wichtige Rolle spielen. Dank einer eigens konstruierten Apparatur konnte Wester den Hergang solcher Reaktionen mit zuvor unerreichter Genauigkeit verfolgen, wobei er auf einen bislang unbekannten Reaktionsmechanismus stieß. Seine Arbeiten sind ein Durchbruch im Verständnis der Dynamik chemischer Reaktionen.
Im Fokus seiner Arbeiten steht die Wechselwirkung zwischen Molekülen und elektrisch geladenen Atomteilchen (Ionen) in Gestalt der „nukleophilen Substitution“. Bei dieser Reaktion werden Teile des Ausgangsmoleküls durch neue Atomgruppen ausgetauscht. Wester untersuchte diesen Vorgang mit einer Messapparatur, in der chemische Reaktionen wie bei einem Billardspiel beobachtet werden können. Zunächst bewegen sich die Ausgangsstoffe in Teilchenstrahlen mit kontrollierter Geschwindigkeit aufeinander zu. Schließlich treffen sie zusammen und reagieren miteinander, woraufhin Geschwindigkeit und Flugrichtung der Reaktionsprodukte gemessen werden. Aus den Messdaten von eingehenden und ausgehenden Teilchen lässt sich nun ableiten, was im Augenblick der Reaktion geschieht – ob sich beispielsweise Zwischenprodukte bilden oder die Reaktionspartner in Schwingung versetzt werden. Auf diese Weise werden die Bewegungen aller beteiligten Teilchen – die so genannte Kinematik – während des gesamten Reaktionsvorgangs erfasst.

## Veröffentlichungen (Auswahl)
- Martin Stei, Eduardo Carrascosa, Alexander Dörfler, Jennifer Meyer, Balázs Olasz, Gábor Czakó, Anyang Li, Hua Guo, Roland Wester: Stretching vibration is a spectator in nucleophilic substitution. In: Science Advances. Band 4, Nr. 7, 2018, S. eaas9544, doi:10.1126/sciadv.aas9544.
- Otto, R.; Brox, J.; Trippel, S.; Stei, M.; Best, T. et al.: Single solvent molecules can affect the dynamics of substitution reactions. In: Nature Chemistry. Band 4, 2012, S. 534–538.
- Jennifer Meyer, Roland Wester: Ion–Molecule Reaction Dynamics. In: Annual Review of Physical Chemistry. Band 68, 2017, S. 333–353, doi:10.1146/annurev-physchem-052516-044918.
- Best, T.; Otto, R.; Trippel, S.; Hlavenka, P.; Von Zastrow, A. et al.: Absolute photodetachment cross-section measurements for hydrocarbon chain anions. In: The Astrophysical Journal. Band 742, Nr. 2, 2011, S. 63, doi:10.1088/0004-637X/742/2/63.
- Wester, Roland: Radiofrequency multipole traps: Tools for spectroscopy and dynamics of cold molecular ions. In: Journal of Physics B. Band 42, 2009, S. 154001.
- J. Mikosch, S. Trippel, C. Eichhorn, R. Otto, U. Lourderaj, J. X. Zhang, W. L. Hase, M. Weidemüller, R. Wester: Imaging nucleophilic substitution reactions. In: Science. Band 319, 2008, S. 183–186.
- J. Deiglmayr, A. Grochola, M. Repp, K. Mörtlbauer, C. Glück, J. Lange, O. Dulieu, R. Wester, M. Weidemüller: Formation of ultracold polar molecules in the rovibrational ground state. In: Physical Review Letters. Band 101, 2008, S. 133004.
- W. Salzmann, T. Mullins, J. Eng, M. Albert, R. Wester, M. Weidemüller, A. Merli, S. M. Weber, F. Sauer, M. Plewicki, F. Weise, L. Wöste, A. Lindinger: Coherent transients in the femtosecond photoassociation of ultracold molecules. In: Phys. Rev. Lett. Band 100, 2008, S. 233003.
- J. Mikosch, U. Frühling, S. Trippel, D. Schwalm, M. Weidemüller, R. Wester: Evaporation of buffer-gas thermalized anions out of a multipole rf ion trap. In: Phys. Rev. Lett. Band 98, 2007, S. 223001.